# Демаре, Никола (министр финансов)
Николя Демаре (фр. Nicolas Desmarets, 10 сентября 1648, Париж — 4 мая 1721, Париж) — министр финансов Франции при Людовике XIV.
Демаре был племянником Кольбера, который принял его на службу. В 1683 году Демаре был назначен интендантом финансов, но в последние годы жизни дяди был заподозрен в злоупотреблениях при выпуске медной монеты и удалён со службы. По настоянию Шамильяра, ставшего в 1699 году во главе министерства финансов, Людовик XIV снова призвал Демаре на службу и в 1703 году назначил его генерал-директором финансов. Когда Шамильяр подал в 1708 году в отставку, Демаре был назначен на его место.
Положение Франции в то время было критическое. Война за испанское наследство поглощала массу средств, казна была истощена, государственный долг превышал 482 миллиона ливров, а налоги на несколько лет вперёд были отданы в аренду. Положение ухудшилось в 1709 году, когда большая часть урожая погибла от холодов. Демаре удалось достать королю средства для ведения войны за счёт увеличения государственного долга.
В 1710 году Демаре воспользовался идеями Вобана, изложенными в его «Dîme royale», и ввёл десятину с доходов всех сословий и духовенства, но она была вскоре отменена. После смерти Людовика, Демаре был удалён от должности.
В своём «Mémoire» (1716) на имя регента он оправдывал своё управление финансами. Подвергшись сначала сильным нападкам, Демаре был впоследствии оценён. Сен-Симон и Вольтер признали за ним необыкновенные финансовые способности.
Его старший сын — маршал Франции Жан-Батист Демаре.